# Бутурлин, Пётр Иванович (князь-папа)
Пётр Иванович Бутурлин (ум. 22 августа (2 сентября) 1723) — боярин, тайный советник из рода Бутурлиных. Входил в состав ближнего круга российского императора Петра I. Наиболее известен как «князь-папа» устроенного Петром I «Всешутейшего, всепьянейшего и сумасброднейшего собора». Своих детей не имел, но он воспитал племянника — будущего генерала-фельдмаршала Александра Борисовича Бутурлина.

## Биография
Происходил из знатнейшего боярского рода. Его дед, Василий Васильевич Бутурлин (ум. 1664), был боярином, дворецким и дипломатом при царе Алексее Михайловиче. Также боярином был и отец Петра, Иван Васильевич.
Бутурлин входил в состав ближнего круга царя (а затем императора) Петра I. Службу начал в чине стольника, а в 1711 или 1712 году после женитьбы на Евдокии Фёдоровне Шанской (урождённой княжне Шаховской) был пожалован в бояре. Также по именному указу ему в честь свадьбы была пожалована золотая материя.
Наибольшую известность Бутурлин получил благодаря устроенному Петром I «Всешутейшему, всепьянейшему и сумасброднейшему собору». В 1706 году Бутурлин был наречён «всешутейшим и всепьянейшим митрополитом Санкт-Петербургским, Ижорским, Кроншлотским и Ингерманландским». Позже стал главой собора с титулом «всешутейший и всепьянейший князь-папа». Избрание произошло 28 декабря 1717 года, а поставление 10 января следующего года. Причём после смерти первой жены ему пришлось жениться на Анне Еремеевне Зотовой (урождённой Пашковой), вдове предыдущего «князя-папы», Никиты Моисеевича Зотова, несмотря на её протесты. Шутовскую свадьбу Бутурлина и Зотовой, состоявшуюся 10 сентября 1721 года, в своём дневнике подробно описал один из очевидцев — Фридрих Вильгельм Берхгольц.
24 июня 1718 года боярин Бутурлин в числе других подписал смертный приговор царевичу Алексею Петровичу.
Бутурлин в 1712 году жил в Санкт-Петербурге в доме на Городовом острове на берегу Большой Невки. Также он владел дачей на 1-й версте Петергофской дороги.
Умер Пётр 22 августа (2 сентября) 1723 года и был похоронен 28 августа на кладбище при церкви Святого Самсония Странноприимца. Детей он не оставил, хотя и занимался воспитанием племянника Александра, сына его погибшего в 1708 году брата Бориса. Позже Александр Борисович дослужится до звания генерала-фельдмаршала и получит графский титул, став родоначальником графской ветви рода Бутурлиных.
Н. И. Костомаров писал про смерть Бутурлина так: «он окончил свою жизнь вполне достойно своему званию: он умер вследствие своего обжорства и пьянства».

## Семья
- 1-я жена: с 1712 года княжна Евдокия Фёдоровна Шаховская (ум. 1720), дочь князя Фёдора Семёновича Шаховского и Марии Кирилловны[8], вдова Ивана Пименовича Шанского, шута Петра I[12][4].

- 2-я жена: с 10 сентября 1721 Анна Еремеевна Пашкова, вдова «князя-папы» Никиты Моисеевича Зотова[1][4].